# Олександр Усик — Денієл Дюбуа
Бій Олександр Усик — Даніель Дюбуа (англ. Oleksandr Usyk vs Daniel Dubois) — професійний боксерський поєдинок між володарем титулів WBA (Super), WBO, IBF, IBO і The Ring у важкій вазі Олександром Усиком і претендентом WBA Данієлем Дюбуа. Бій відбувся 26 серпня 2023 року на Міському стадіоні у Вроцлаві (Нижньосілезьке воєводство, Польща). Олександр Усик здобув перемогу технічним нокаутом в 9-му раунді.

## Передумови
Чемпіон світу за версією WBC у важкій вазі Тайсон Ф'юрі (33-0-1, 24 КО) востаннє виходив на ринг в грудні 2022 року, коли здолав Дерека Чісору. Після цього команди британця й Олександра Усика розпочали переговори щодо поєдинку за абсолютне чемпіонство у своїй ваговій категорії. Бій планували провести 29 квітня 2023 року на стадіоні Вемблі. Проте домовленість так і не була досягнута.
Після цього WBA зобов'язала Усика провести захист титулу проти британця Данієля Дюбуа (19-1, 18 КО), який володів титулом WBA у важкій вазі за версією «Regular». 25 травня відбулися промоутерські торги, у яких перемогла компанія K2 Promotions, запропонувавши 8 057 000 доларів США за організацію поєдинку.
Дюбуа став професіоналом у 2017 році. За свою кар'єру уродженець Лондона зазнав лише однієї поразки у кар'єрі, поступившись своєму співвітчизнику Джозефу Джойсу. Востаннє Дюбуа виходив на ринг 3 грудня 2022 року в андеркарді поєдинку Тайсон Ф'юрі — Дерек Чісора III, коли нокаутував Кевіна Лерену.

## Час початку
Пряма трансляція боксерського шоу на телеканалі Megogo Гонг розпочалася о 18:15 за київським часом, а головна подія — не раніше 23:30.

## Транслятори
Трансляція поєдинку пройшла на телевізійному каналі Megogo Гонг.

## Конферансьє
Американець Майкл Баффер працював ринг-анонсером під час поєдинку у Вроцлаві. До цього Майкл обслуговував бої Олександра Усика проти Ентоні Джошуа (2021, 2022) та Тоні Белью (2018).

## Розподіл гонорарів
Олександр Усик отримав 75 % від суми призового фонду. Таким чином, українець забрав додому 6 042 750 доларів США, тоді як Дюбуа отримав 2 014 250 доларів США.

## Перебіг поєдинку
Бій розпочався з перестрілки джебами, проте Усик домінував, контролюючи темп та дистанцію. Дюбуа намагався йти на загострення, але таких спроб від британця було небагато і вони були неуспішними.
У 2-му раунді українець провів успішну атаку лівим прямим. Претендент відповів аперкотом.
У 5-му раунді Дюбуа завдав удару нижче пояса, і Усик опинився на канвасі. Рефері одразу призупинив бій і дав уродженцю Сімферополя час на відновлення. Після продовження поєдинку Усик спочатку наздогнав Дюбуа лівим прямим, а після цього провів успішну атаку лівим хуком. Британець, своєю чергою, відповів ударом після гонгу.
У 6-му та 7-му раундах Дюбуа проводив успішні атаки ударами по корпусу суперника. Усик наприкінці 7-го раунду загнав «Динаміта» до канатів.
У 8-му раунді Олександр розбив британцю ніс, і Денієл «взяв коліно». У 9-му раунді Дюбуа впав на канвас і рефері зупинив бій.